# Antea (Parmigianino)
Portrait de jeune femme ou Portrait d'une jeune femme appelée « Antea », plus connu sous le nom d'Antea est une peinture à l'huile sur toile, attribuée à Parmigianino, datable entre 1524-1527 ou 1535-1537, conservée au musée de Capodimonte à Naples.
L'œuvre représente l'une des images les plus mémorables du portrait de la « maniera moderna » italienne du début du XVIe siècle.

## Histoire
Le portrait est mentionné pour la première fois en 1671, par Giacomo Barri dans son Voyage pittoresque à travers l'Italie, comme le portrait de l'« amoureuse appelé l’Antea del Parmigianino » au Palais du Jardin de Parme. Une description détaillée du portrait, avec les dimensions et la liste des détails comme le gant et le vison, apparaît ensuite dans l'inventaire des biens Farnèse de 1680, tandis qu'à la fin du siècle, il est transféré avec une grande partie de la collection Farnèse dans les salles de la nouvelle galerie du Palazzo della Pilotta dans la même ville émilienne, où il est inventorié pour la première fois en 1708. Dans la Description des œuvres les plus précieuses de la galerie émilienne de 1725, la toile continue d'être mentionnée comme Portrait d'Antea ou comme Portrait de l'amant de Parmigianino. 
En 1734, il arrive à Naples avec le reste de la collection Farnèse, héritée de Charles de Bourbon, premier fils d'Élisabeth Farnèse, dernière descendante de la maison Farnèse. La toile se trouve d'abord au palais royal de Naples, puis au palais de Capodimonte, où elle reste jusqu'à la fin du XVIIIe siècle. Pendant la période du royaume de Naples, Ferdinand Ier roi des Deux-Siciles envoie la toile à Palerme pour des raisons de sécurité, où elle reste jusqu'en 1816, date à laquelle, avec la restauration des Bourbons, elle revient au musée de Capodimonte. 
Au cours de la Seconde Guerre mondiale, le portrait est déplacé dans les entrepôts du Mont-Cassin, où il est volé par les forces d'occupation allemandes qui l'envoient à Berlin,  puis dans les mines de sel Altaussee en Autriche, où il est récupéré en 1945, et retourne en Italie, au musée Capodimonte de Naples.  

## Identification et datation
L'étude des vêtements de la femme, un mélange de luxe et d'éléments populaires, a conduit à l'hypothèse qu'elle pourrait être une fille, une amoureuse ou une servante de Parmigianino, ou encore la Pellegrina Rossi di San Secondo ou une autre noble inconnue de Parme.

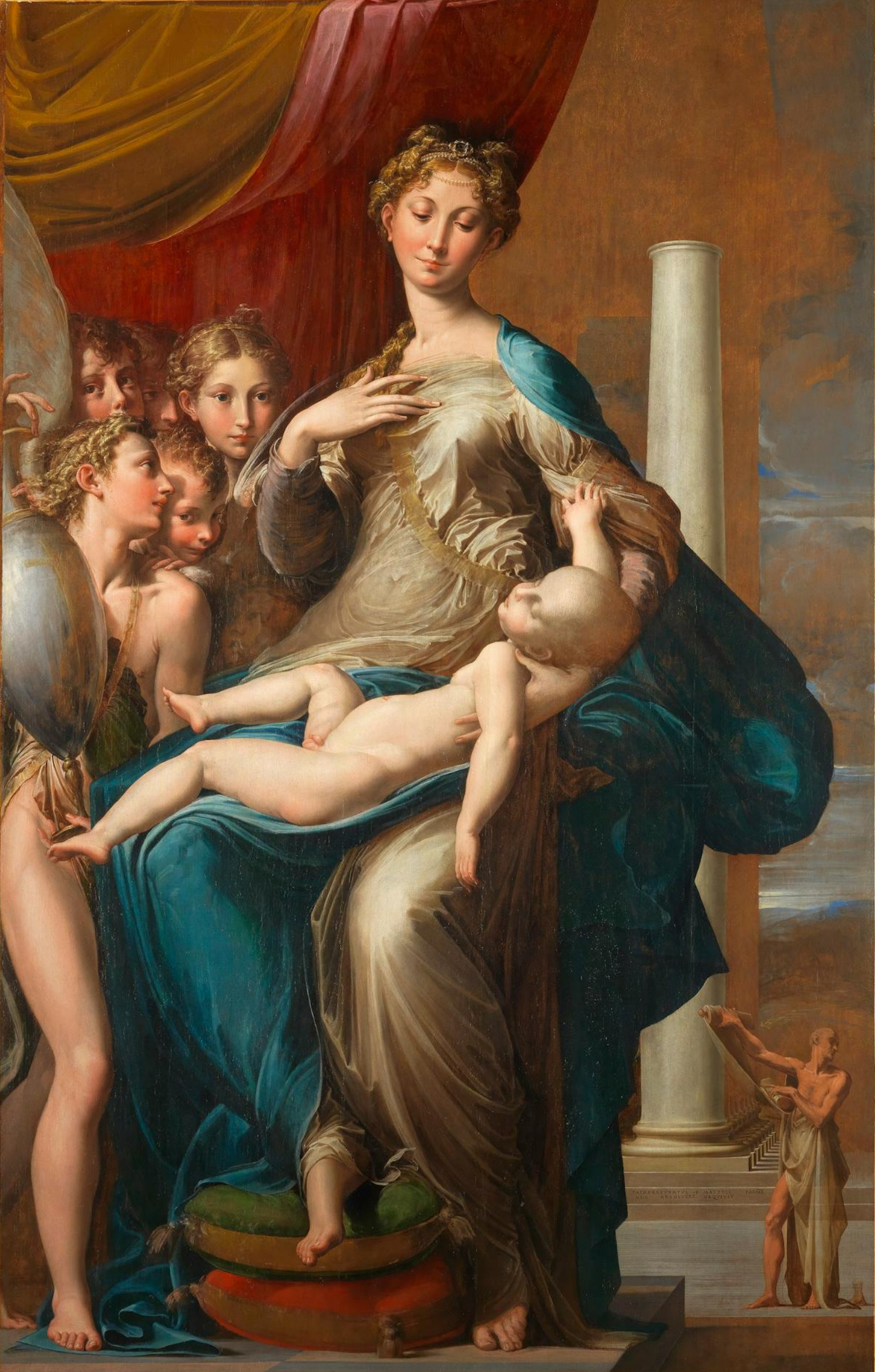
La Vierge au long cou

Dans la description de la galerie de Ducale Farnese (1725), il est répertorié comme « Portrait de Antea ou la bien-aimée de Parmigianino », se référant à une célèbre courtisane de Rome, mentionné par Benvenuto Cellini et Pietro Aretino. C'est pourquoi le portrait, basé sur l'identification traditionnelle, était en grande partie daté des années du séjour de Parmigianino à Rome (1524-1527). La passion de l'artiste lors des nuits romaines se lisait dans le portrait mystérieux en parallèle du couple formé par Raphaël et La Fornarina. 
L'attribution, ainsi que la datation traditionnelle de l'ouvrage pour la période pendant laquelle Parmigianino était à Rome (1524–1527), a été contestée. La datation des années 1530 (1535-1537) repose sur la similitude avec des œuvres de cette période, notamment avec Cupidon fabriquant son arc et La Vierge au long cou, comme le soutiennent Sydney Joseph Freedberg (1950), Ferdinando Bologne (1956), Paolo Rossi (1980) et Mario Di Giampaolo (1991). 
Ferdinando Bologna, analysant soigneusement les vêtements de la femme, arrive à la conclusion que celle-ci n'avait rien à voir avec les prostituées de la Ville éternelle, se plaçant plutôt parmi les dames qui suivaient la mode en vigueur dans les cours de l'Italie du Nord des premières décennies du XVIe siècle, situant donc la datation de la toile entre 1535 et 1537. On a alors tenté de trouver un nom parmi la noblesse parmesane de l'époque, mais aucune des tentatives entreprises jusqu'à présent n'a porté de fruits incontestables (Lavice, 1862, Spinazzola, 1894, Rossi, 1980, Bertini, 2002). Certains ont pensé à Ottavia Camilla Baiardi, nièce d'Elena et Francesco Baiardi, amis et clients de l'artiste, qui épousa le comte Magrino Beccaria à l'âge de quatorze ans et fut plus tard chantée par les poètes pour son charme et sa gaieté. D'autres ont émis l'hypothèse qu'elle était une représentation de la beauté idéale selon Pétrarque.

## Description et style

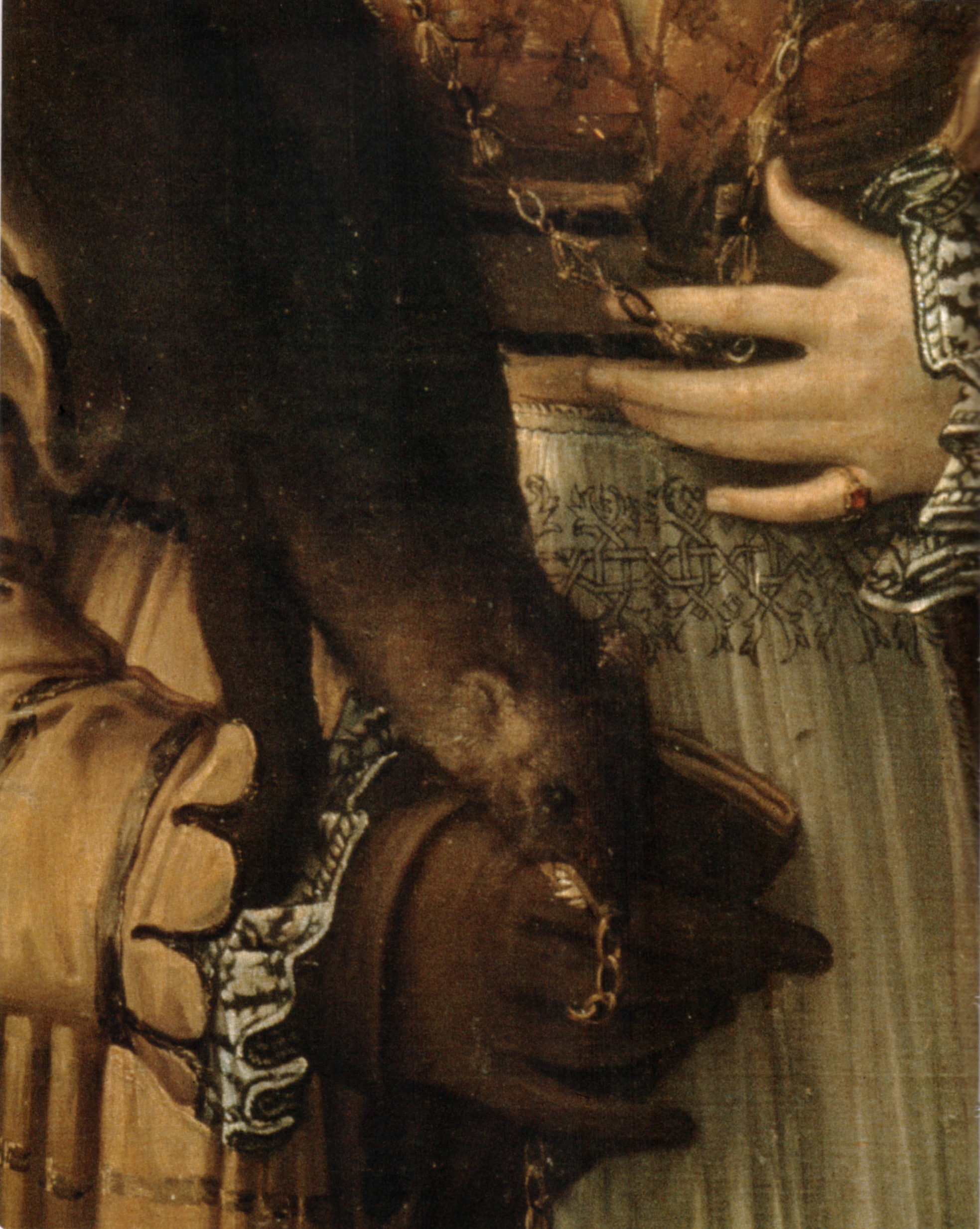
Détail.

La jeune fille, très semblable à l'ange placé à gauche de la La Vierge au long cou (1534) du musée des Offices de Florence, est représentée sur un fond sombre et coupée à hauteur de genou, selon un nouveau format vertical que l'on retrouve également dans le Portrait de Pier Maria Rossi de San Secondo. La femme, de silhouette élancée par rapport à la taille de sa robe, a les cheveux rassemblés dans une coiffure élaborée avec un diadème et porte deux pendants d'oreilles. Elle regarde vers le spectateur avec un regard plein d'intensité, et porte une main, aux longs doigts avec une bague au petit doigt à la chaîne en or posée sur sa  poitrine, tandis que l'autre porte un gant et serre l'autre gant. Une étole de martre des pins ou de zibeline est posée élégamment sur son épaule. La robe est « à la française », avec une tunique faite de tissus fins, tissés d'or, et des manches bouffantes sur les épaules, qui se resserrent le long du bras. Le revers est plissé et brodé. Une chaîne pend autour du décolleté. Elle porte également un tablier finement brodé, la « zinale », détail également présent dans l'Esclave turque,.
Sa silhouette constitue une apparition soudaine et inquiétante, avec seulement un naturalisme apparent, démenti par « l'élargissement hallucinant de tout son bras et de son épaule droits, sur lesquels pèse de manière disproportionnée la peau de martre, la déformation anormale que montre cette peur, par l’air usé et résigné, ostensiblement comme une pitoyable débâcle de nature. » Mais ces incohérences sont atténuées et éclipsées par la beauté virginale et modeste de la jeune fille, sa sobriété face à tant de faste vestimentaire, son aristocratie innée.
Cette œuvre illustre les distorsions anatomiques et l'émotivité en suspens qui caractérisent Parmigianino. La beauté abstraite et l'immobilité du visage ovale de la figure apparemment figée sont compensés par la rotation ténue du corps et le léger déplacement de la jambe gauche sous la jupe. Le peintre fait ressortir la dimension tactile des objets en accentuant les détails des matériaux comme l'éclat des pierres précieuses, le lustre de la soie de la robe ou la douceur de la fourrure.
Ce portrait représente l'un des points culminants des expérimentations optiques excentriques que Parmigianino a déjà pratiqué dans son Autoportrait dans un miroir convexe (vers1524).
Comme c'était chose courante chez les artistes au cours de cette période, Parmigianino a emprunté au tableau des éléments qui ont été réemployés dans des œuvres plus tardives. En particulier, le visage d'Antea réapparaît dans l'un des anges qui accompagnent le groupe de la figure centrale de La Vierge au long cou.

## Postérité
La peinture fait partie du musée imaginaire de l'historien français Paul Veyne, qui la décrit dans son ouvrage justement intitulé Mon musée imaginaire.
Dans l'épisode La Fille de Renoir de la saison 4 de la série télévisée Gilmore Girls, Antea est interprétée par l'actrice américaine Alexis Bledel (Rory) dans la reproduction « vivante » du tableau, annoncée par le personnage de Taylor avec des notes précises : « C'est un tableau du maître italien Girolamo Parmigianino. Il est né à Parme et s'est formé à l'école maniériste, devenant un grand portraitiste, mêlant un style sensuel au classicisme de Raphaël, comme on peut le voir dans le Portrait d'une jeune fille appelée Antea ».
Nel nome di Antea est un film documentaire de 2018, réalisé par Massimo Martella, dans lequel Antea raconte comment, avec d'autres œuvres d'art italiennes, elle a réussi à sortir indemne de la Seconde Guerre mondiale.

## Exposition
Cette peinture est exposée dans le cadre de l'exposition Naples à Paris. Le Louvre invite le musée de Capodimonte au musée du Louvre du 7 juin 2023 au 8 janvier 2024.